# Los espantajomanes
Los espantajomanes es una historieta perteneciente a la serie Mortadelo y Filemón del dibujante de cómics español Francisco Ibáñez.  

## Trayectoria editorial
A pesar de contar con la firma de Francisco Ibáñez, la realización de la historieta fue llevada a cabo al completo por el Bruguera Equip.

## Sinopsis
Los superhéroes (Batman, Superman, Spider-Man, etc.) consiguen detener a multitud de delincuentes. El Súper quiere que sus agentes formen parte de esos superhombres. Para conseguirlo el profesor Bacterio ha inventado una serie de aparatos que permitirán a los agentes tener superpoderes y convertirse en urracomán, sardinamán, lombrizmán, etc. En definitiva se convertirán en espantajo-manes. Mortadelo y Filemón tendrán que probar esos inventos.

## En otros medios
- Ha sido adaptado al completo en el episodio de la serie de televisión sobre los personajes, aunque recibe el nombre Los superhéroes del profesor Bacterio.[2]